# Amphibamidae
Amphibamidae  (лат.) — семейство ископаемых амфибий из отряда темноспондильных. Сравнительно некрупные организмы, чьи ископаемые остатки известны преимущественно из палеозойских отложений (c каменноугольного по пермский период) Центральной Европы и Северной Америки; исключение составляет род Micropholis, описанный из отложений нижнего триаса Южной Африки.

## Представители
К семейству относят до 11 родов:
- † Amphibamus Cope, 1865
  - † Amphibamus grandiceps Cope, 1865
- † Doleserpeton Bolt, 1969
  - † Doleserpeton annectens Bolt, 1969
- † Eoscopus Daly
  - † Eoscopus lockardi Daly, 1994
- † Georgenthalia Anderson et al., 2008
  - † Georgenthalia clavinasica Anderson et al. 2008
- † Gerobatrachus Anderson et al., 2008
  - † Gerobatrachus hottoni Anderson et al., 2008
- † Micropholis Huxley, 1859
  - † Micropholis stowi Huxley, 1859
- † Pasawioops Fröbisch and Reisz, 2008
  - † Pasawioops mayi Fröbisch and Reisz, 2008[1]
- † Platyrhinops Steen, 1931
  - † Platyrhinops lyelli Wyman, 1858
- † Plemmyradytes Huttenlocker et al., 2007
  - † Plemmyradytes shintoni Huttenlocker et al., 2007[3]
- † Rubeostratilia Bourget et Anderson, 2011
  - † Rubeostratilia texensis Bourget et Anderson, 2011
- † Tersomius Case, 1910
  - † Tersomius mosesi Olson, 1970
  - † Tersomius texensis Case, 1910